# Эдвард из Солсбери
Эдвард из Солсбери (англ. Edward of Salisbury; умер около 1105/1107) — английский аристократ, шериф Уилтшира в 1070—1105 годах, феодальный барон Читтерна и Троубриджа, основатель рода, представители которого во второй половине XII века носили титул графа Солсбери.
Его отец, вероятно, был нормандцем, а мать, возможно, имела англосаксонское происхождение. Скорее всего Эдвард появился в Англии ещё до нормандского завоевания. Позже он служил при дворе английских королей в середине XI — начале XII века и был крупнейшим землевладельцем в Уилтшире, в его владении находились также поместья в Суррее, Гэмпшире и Дорсете.

## Происхождение
Информацию о происхождении Эдварда даёт только написанная в середине XIV века хроника аббатства Лакок, основанного графиней Солсбери Элой. Согласно ей, родоначальником династии, из которой происходила графиня Эла, был Уолтер ле Эврус (лат. Walterus le Eurus), граф Румара в герцогстве Нормандия, который участвовал в нормандском завоевании Англии и получил от короля Вильгельма I Завоевателя Солсбери и Эймсбери. Его сыном назван Геральд Великий, граф Румара, названный отцом Эдварда из Солсбери. По мнению исследователей, «Eurus» — это старофранцузская форма Эврё. Таким образом, происхождение Эдварда выводилось от графов Эврё и, таким образом, делало его родственником Вильгельма Завоевателя. Из этого же рода выводилось происхождение Роджера Фиц-Джерольда, отца Вильгельма I де Румара, родоначальника графов Линкольна: он показан братом Эдварда из Солсбери. Отец Ансельм в «Генеалогическая история королевского дома Франции и высших сановников короны» указал Готье де Румара в качестве четвёртого сына герцога Нормандии Роберта Датчанина, архиепископа Руана и графа д’Эврё, указав при этом, что данное добавление ошибочно сделано другими авторами.
Современные исследователи считают, что никакого Уолтера ле Эвруса не существовало: в «The Complete Peerage» описывает Уолтера как «вымышленного человека», добавляя, что настоящие родители Эдварда из Солсбери неизвестны.
Поскольку до Эдварда владелицей во многих его поместий была некая англосаксонка Вульфвинна, возможно, что она была его матерью.

## Биография
Созданная в 1293 году хроника аббатства Рамси сообщает о споре, который решался в суде в Линкольншире в присутствии «Эдварда из Солсбери и многих других доверенных лиц короля и танов». Это сообщение относится ко времени правления короля Хардекнуда (1040—1042 годы). Таким образом, Эдвард из Солсбери, вероятно, поселился в Англии ещё до нормандского завоевания 1066 года.
В «Истории аббатства Селби», которая была завершена в 1174 году, сообщается о столкновении между монахом Бенедиктом Осерским, основавшего в 1069 году аббатство, и жителем Солсбери Эдвардом Богатым, который дал ему множество даров, которые находились в аббатстве в середине XII века.
Согласно «Книге Страшного суда», в 1086 году Эдвард владел многочисленными поместьями. Большая часть их располагалась в Уилтшире, также у него были поместья в Суррее, Гэмпшире и Дорсете. Он был одним из главных владельцев лена. Его владения оцениваются в 312,5 гайд (более 150 квадратных километров). Большая часть этих владений ранее принадлежали Вульфвинне, которая, вероятно, была матерью Эдварда.
Известно, что Эдвард был феодальным бароном Троубриджа и Читтерна, а также шерифом Уилтшира. Когда именно Эдвард стал шерифом неизвестно. На этой должности он упоминается в ряде актов королей Вильгельма I и Вильгельма II, выданных в период 1066—1087 годов. В 1067 году на этой должности был англосаксонец Эдрик. Эдвард, вероятнее всего, был шерифом Уилтшира уже в 1070 году, но первое точно датированное упоминание его на данной должности относится к 1081 году. Шерифом Эдвард был как минимум до февраля или марта 1105 года, когда его имя присутствует в большом перечне шерифов, засвидетельствовавших устав короля Генриха I Боклерка. Вероятнее всего при Генрихе I он занимал также пост камергера. В качестве шерифа Эдвард получал определённое вознаграждение.

## Наследство
Точный год смерти Эдварда неизвестен, но в 1107 году шерифом Уилтшира назван уже другой человек.
В 1119 году Ордерик Виталий упоминает среди участников войны, которую вёл Генрих I, Эдварда из Солсбери, но, вероятно, это был младший сын Эдварда.
Основным наследником Эдварда стал его сын, Уолтер Фиц-Эдвард. В числе полученных им владений был Читтерн. Во время правления Генриха I он был шерифом Уилтшира. Также он основал аббатство Браденсток. Он умер в 1147 году. А его сын, Патрик, около 1143 года получил титул графа Солсбери. Также множество поместий в Уилтшире, включая Троубридж, унаследовала дочь Эдварда, Матильда, вышедшая замуж за Хамфри I де Богуна. Эти владения стали основой для роста благосостояния рода Богунов.

## Брак и дети
Имя жены Эдварда неизвестно. Дети:
- Матильда; муж: Хамфри I де Богун (ум. 1128/1129), феодальный барон Троубриджа[22];
- Уолтер Фиц-Эдвард (ум. 1147), феодальный барон Читтерна, шериф Уилтшира во время правления Генриха I Боклерка; его сын Патрик получил в 1143 году титул графа Солсбери[22].

Возможно, что сыном Эдварда был Эдвард (ум. после 1119), который упоминается в 1119 году.